# Antonio Solario

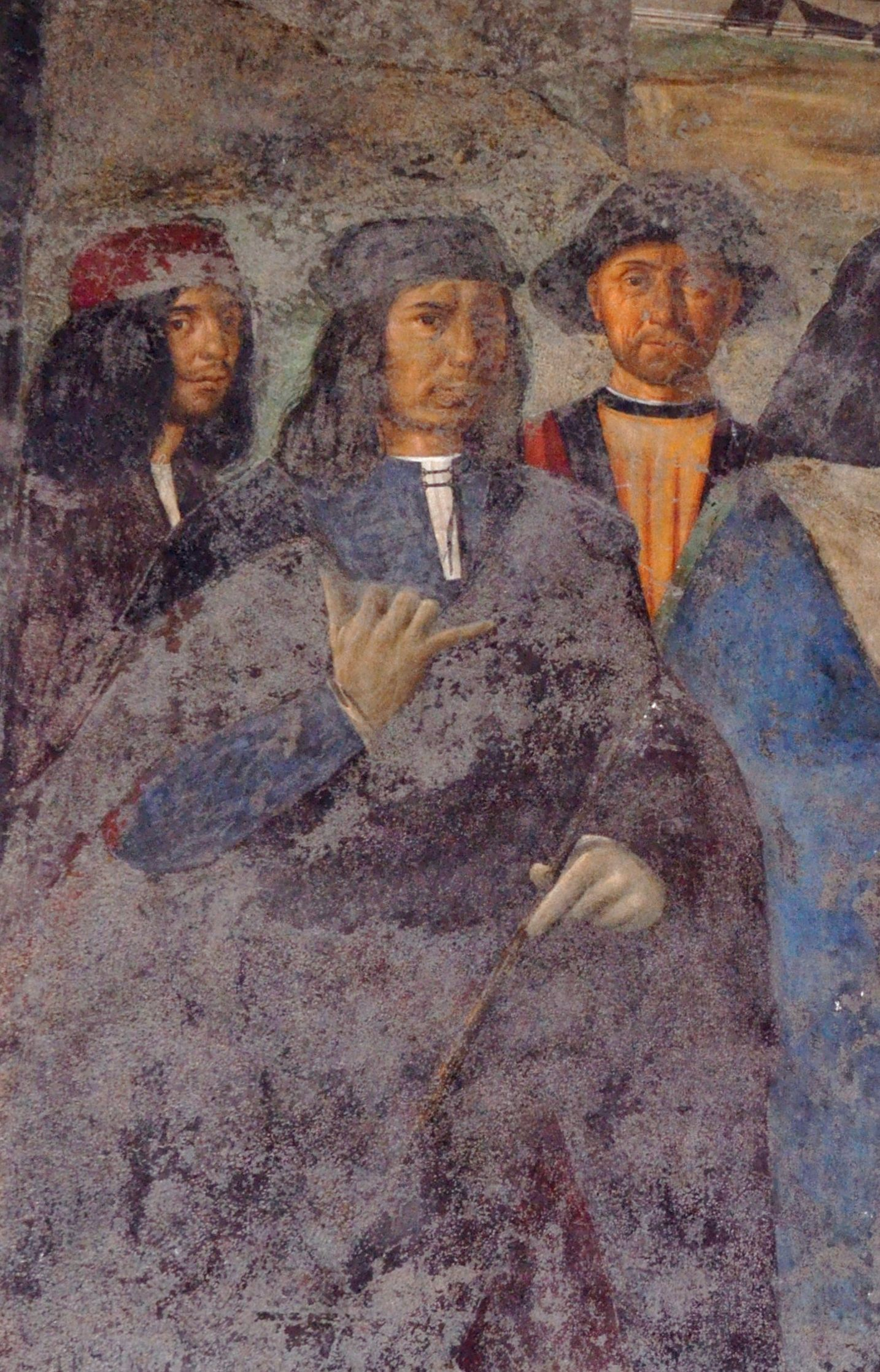
Autoritratto di Antonio Solario e due aiuti nella scena di San Benedetto che accoglie san Mauro e san Placido fanciulli. Affresco delle Storie della vita di san Benedetto nel chiostro del Platano della chiesa dei Santi Severino e Sossio

Antonio Solario, detto lo Zingaro (Chieti o Venezia, 1465 circa – Napoli, 1530), è stato un pittore italiano, di scuola veneziana, attivo principalmente nelle Marche, a Napoli e in Inghilterra.

## Biografia
Le informazioni sulla vita e sull'attività del Solario sono molto scarse e incerte, anche il luogo e la data di nascita sono oggetto di contese. Secondo lo storico e accademico Gennaro Ravizza, che fu anche classificatore degli archivi storici municipali teatini, egli nacque a Chieti (nel quartiere Civitella), per altri probabilmente era nato e formato a Venezia, dove firmò la pala di Withypool Antonius Desolario, Venetus 1514. Questo lavoro e altri riferimenti a opere in Inghilterra di John Leland, qualche decennio più tardi, sono la testimonianza della visita inglese del pittore italiano. La pala d'altare è oggi nel Bristol Museum & Art Gallery, mentre una Madonna col Bambino è alla National Gallery di Londra.
Tra il 1502 e il 1506 la sua attività è documentata nelle Marche, dove arricchì la sua tecnica con gli influssi della scuola umbro-marchigiana, riscontrabili in seguito anche nel ciclo di affreschi con Storie di San Benedetto (forse la sua opera più importante) eseguito nei Chiostri dei Santi Severino e Sossio a Napoli. Allo stesso periodo risale un'altra versione della Madonna col Bambino e un donatore, conservata oggi al Museo nazionale di Capodimonte a Napoli.

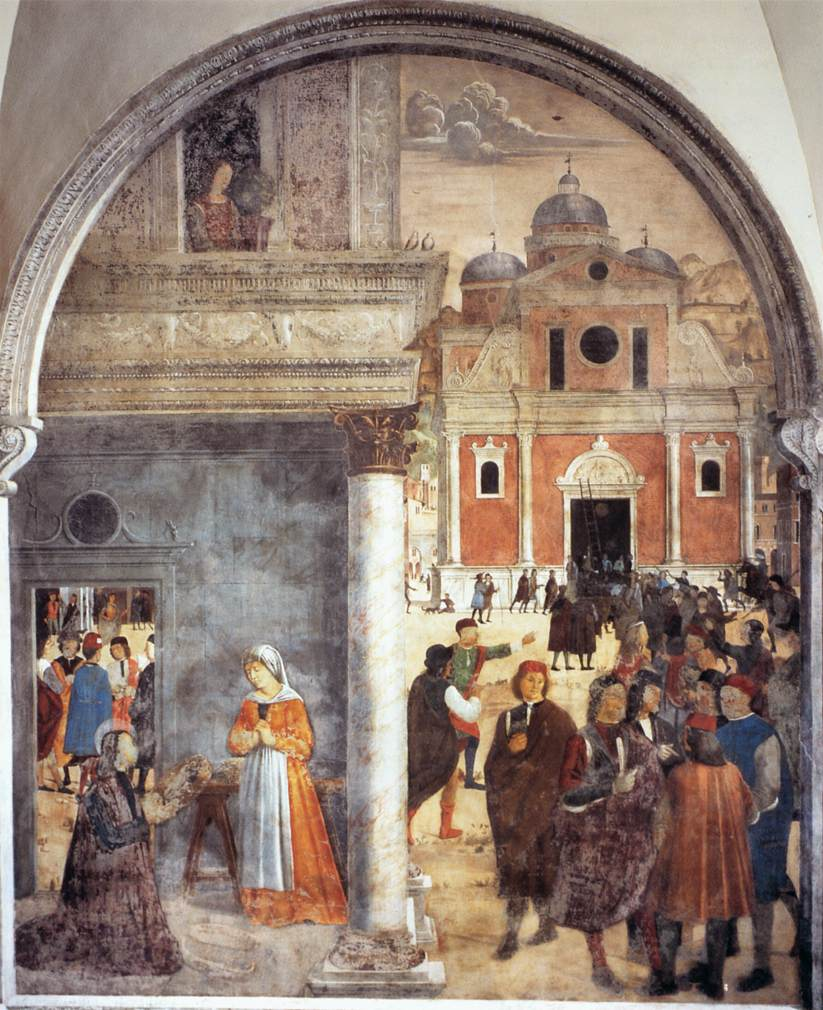
Scene della vita di San Benedetto, 1502. Affreschi nei chiostri dei Santi Severino e Sossio a Napoli

Le sue opere sono a volte confuse con quelle del suo contemporaneo Andrea Solario, seguace milanese di Leonardo da Vinci e anch'egli formatosi a Venezia.
L'unica biografia su Solario è scritta da Bernardo De Dominici, criticato diverse volte per essere stato un fantasioso storico dell'arte. Secondo lo scrittore napoletano, infatti, il Solario sarebbe nato intorno al 1382 e morto nel 1455. A detta di De Dominici Solario sarebbe nato a Ripa Teatina vicino a Chieti, asserendo che una casetta sulla via dello Zingaro fuori dal paese sarebbe stata la sua. Asserì anche, confondendo il critico Francesco Verlengia, che a Serramonacesca, vicino a Chieti,  gli affreschi dell'abbazia di San Liberatore, sulla serie delle donazioni  di Desiderio di Montecassimo e Teobaldo abate all'abbazia stessa, sarebbero i suoi. Lo storico inventò anche una vita rocambolesca dell'artista, descrivendo l'aneddoto di come al tempo della regina Giovanna II d'Angiò, Antonio riuscì da semplice pentolaio, a sposarsi la figlia di un commerciante, dopo aver dipinto viaggiando per l'intera Europa.
L'ultima sua attività certa è documentata al 1514. Si dice sia stato allievo di Simone Papa il Vecchio.
A Chieti, al Solario è dedicata una strada del centro "via dello Zingaro", per metà modificata con l'intitolazione al filologo locale Cesare De Lollis. Nella vicina Ripa Teatina esiste un'altra via dello Zingaro.

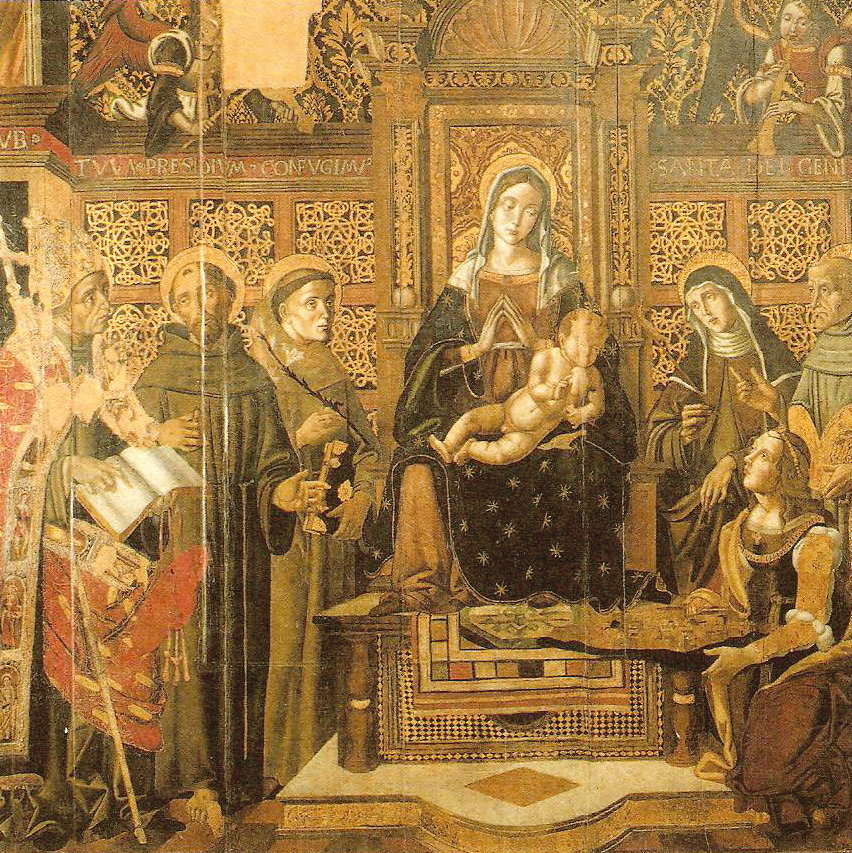
Madonna con Bambino in trono e santi, 1490-1500, Museo capitolare di Atri

### Opere
- Testa di San Giovanni Battista, 1508, Pinacoteca Ambrosiana di Milano
- Madonna col Bambino e San Giovannino, Collezione Leuchtenberg di San Pietroburgo
- Madonna con Bambino e committente, Museo nazionale di Napoli
- Madonna con Bambino e Santi, 1495, chiesa del Carmine di Fermo
- Madonna in trono col Bambino e Santi, 1503, olio su tavola, basilica di San Giuseppe da Copertino di Osimo
- Madonna col Bambino e i Santi Pietro e Francesco, 1514, Pinacoteca del Castello Sforzesco di Milano
- Madonna del Soccorso, chiesa santuario del Beato Placido, Recanati
- San Francesco d'Assisi riceve le stimmate, Museo provinciale campano di Capua
- Affresco della Madonna adorante il Bambino (attribuito), dalla cattedrale di Chieti, Museo d'arte Costantino Barbella di Chieti
- Madonna con Bambino e Santi, detta "Madonna di Atri", dalla concattedrale di Atri, Museo capitolare di Atri
- Madonna con Bambino, Museo civico di Belluno